# Praia de Ponta Negra (Paraty)
Ponta Negra é uma praia localizada no município de Paraty. É um local turístico ponto de partida para trilhas que dão acesso a cachoeira do Saco Bravo, ao Pico do Cairuçu e a Pedra da Jamanta, além de diversas outras praias, lá também vive uma comunidade de cultura caiçara onde seus meios de vida são: a pesca, roça e turismo. Por causa de suas águas claras é procurada para a prática de mergulho, banho de mar e suas trilhas espetaculares que junta diversos elementos, como mata atlântica, montanhas, cachoeiras e praias belíssimas além de sua cultura rica.